# Longville, Louisiana
Longville är en ort (CDP) i Beauregard Parish i Louisiana. Vid 2010 års folkräkning hade Longville 635 invånare.